# U.S. Indoor National Championships 1972
Lo U.S. Indoor National Championships 1972 è stato un torneo giocato a Salisbury sul cemento indoor. È stata la 71ª edizione del Torneo di Salisbury, facente parte del Commercial Union Assurance Grand Prix 1972 si è giocato da 14 al 20 febbraio.

## Campioni

### Singolare maschile
Stan Smith ha battuto in finale  Ilie Năstase con il punteggio di 5–7, 6–2, 6–3, 6–4

### Doppio maschile
Andrés Gimeno /  Manuel Orantes hanno battuto in finale  Juan Gisbert /  Vladimír Zedník con il punteggio di 4–6, 6–3, 6–4